# Theobald le Botiller, II mayordomo principal de Irlanda
Theobald le Botiller, también conocido como Theobald Butler, II barón Butler (enero 1200-19 de julio de 1230) era hijo de Theobald Walter, I barón Butler y Maud le Vavasour. Recibió derecho sobre sus tierras el 18 de julio de 1222.

## Matrimonio e hijos
En 1222 Butler se casó con Joan du Marais (o De Marisco) hija de Geoffrey du Marais. Fueron los padres de Theobald Butler, III mayordomo principal de Irlanda (1224-1248).
Después de la muerte de su mujer en 1225, el rey Enrique III de Inglaterra solicitó el matrimonio entre Butler y Rohese de Verdon (o Roesia, y también o De Verdun), hija de Nicolás de Verdon, de Alton (Staffordshire), y de Clementia, hija de Philip le Boteler. El acuerdo de matrimonio tuvo lugar el 4 de septiembre de 1225, con el matrimonio probablemente teniendo lugar poco después. Sus hijos fueron:
- John de Verdun, (1226-1274) quién heredó la parte occidental del señorío de Meath por su matrimonio con Margery de Lacy, hermana de Maud (o Mathilda) de Lacy.
- Maud (o Matilda) de Verdun,[2] (f. 27 de noviembre de 1283), quién se casó por primera vez con John FitzAlan, señor feudal de Clun y Oswestry. Después de la muerte de su tío materno Hugh d'Aubigny, V conde de Arundel, en 1234, John FitzAlan heredó iure matris el castillo y señorío de Arundel, ante la ausencia de herederos del primero. Maud de Verdun heredó por viudez las propiedades del señorío de Arundel. De Verdun se casó luego con Richard de Amundevy.[2]

- Isabella de Verdon (1225-1328).
- Nicholas de Verdon (1228-1271).

## Carrera
Butler fue convocado cum equis et armis (latino: "con caballos y armas") para asistir al rey en Bretaña, como "Theobaldus Pincerna" el 26 de octubre de 1229. Murió el 19 de julio de 1230 en Poitou, Francia, y fue enterrado en la Abadía de Arklow, condado de Wicklow.